# Morinda truncata
Morinda truncata är en måreväxtart som beskrevs av Jan Thomas Johansson. Morinda truncata ingår i släktet Morinda och familjen måreväxter. Inga underarter finns listade i Catalogue of Life.